# St. Elisabeth (Wendeburg)

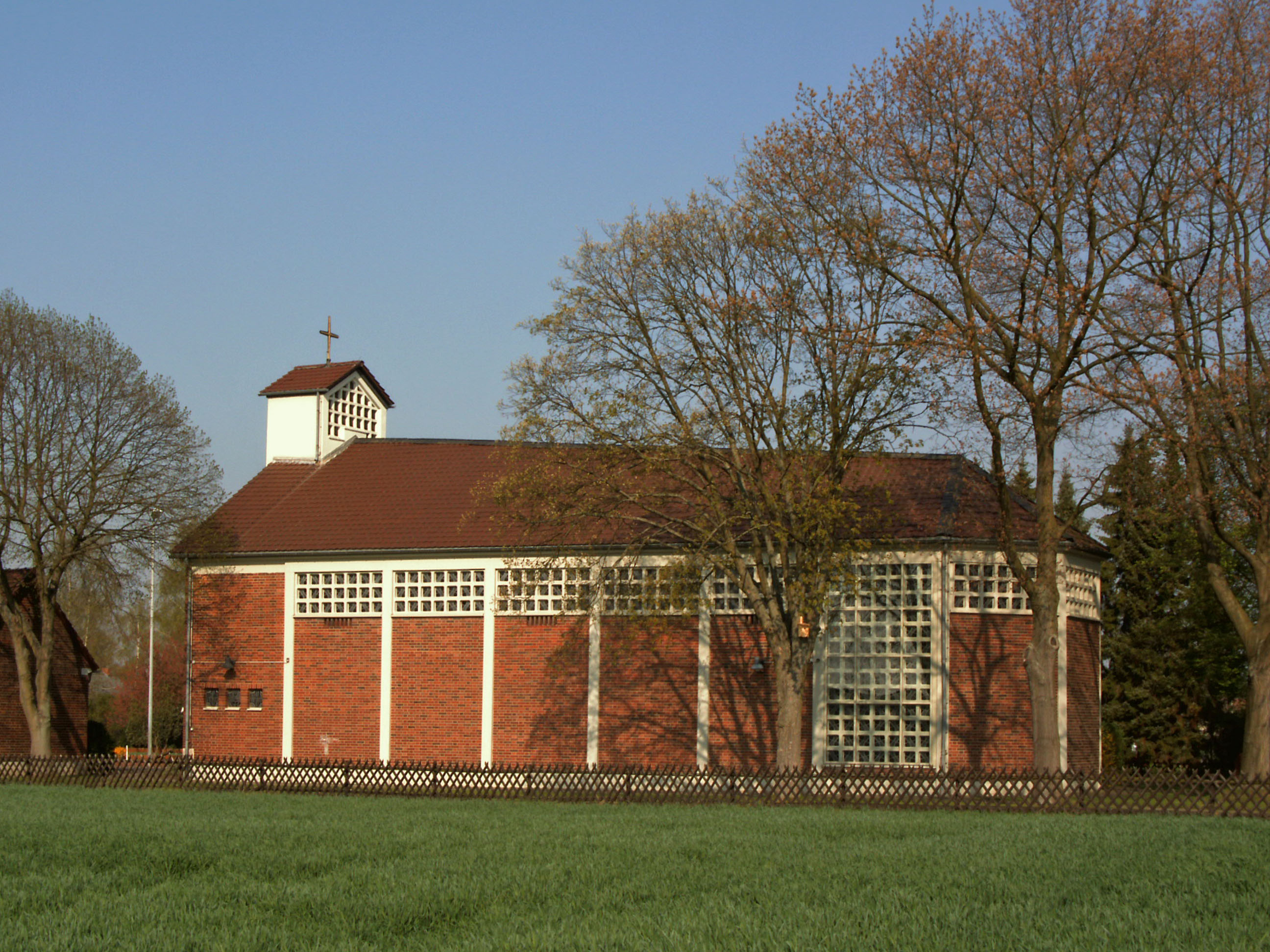
St.-Elisabeth-Kirche

St. Elisabeth ist die katholische Kirche in Zweidorf, einer Ortschaft der Gemeinde Wendeburg im Landkreis Peine (Niedersachsen). Sie gehört zur Pfarrgemeinde Heilig Geist mit Sitz in Braunschweig, im Dekanat Braunschweig des Bistums Hildesheim. Die Kirche ist nach der heiligen Elisabeth von Thüringen benannt und befindet sich im Pastor-Derks-Weg 2.

## Geschichte
Nachdem sich in Folge des Zweiten Weltkriegs katholische Heimatvertriebene auch im Raum Wendeburg niedergelassen hatten, wurde am 1. Juni 1946 eine Pfarrvikarie eingerichtet, sie umfasste die Ortschaften Bortfeld, Fürstenau, Harvesse, Neubrück, Sophiental, Völkenrode, Watenbüttel, Wedtlenstedt, Wendeburg, Wendezelle und Zweidorf. Zunächst fanden die Gottesdienste in der evangelischen Kirche oder in einem zur Kapelle umgestalteten Raum in der Wohnung des Pfarrers statt. Bereits 1951 wurde die heilige Elisabeth zur Schutzpatronin der Pfarrvikarie bestimmt. 1961 wurde das Kirchbaugrundstück an der Mühlenstraße erworben, und am 25. November 1962 erfolgte die Grundsteinlegung. Am 17. August 1963 wurde die Kirche durch Bischof Heinrich Maria Janssen eingeweiht, zu dieser Zeit gehörten etwa 1.100 Katholiken zum Einzugsgebiet der St.-Elisabeth-Kirche. Am 1. Januar 1964 wurde die Pfarrvikarie zur Kirchengemeinde Wendeburg-Zweidorf erhoben, zu ihr gehörten zunächst die Ortschaften Bortfeld, Ersehof, Fürstenau, Harvesse, Neubrück, Rüper, Sophiental, Wendeburg, Wendezelle, Wense und Zweidorf. Ab Februar 1974 wurde vom Pfarrer auch die Kirchengemeinde St. Gereon in Vechelde betreut. 1976 wurde ein Jugendheim erbaut. 1997 wurde der zur Kirche führende Weg nach einem ehemaligen Pfarrer der Kirche, Theodor Derks, benannt. Im August 2006 wurde der Förderverein St. Elisabeth Wendeburg e.V. gegründet, er unterstützt den Unterhalt der Kirche. Zum 1. November 2006 wurde die damals etwa 1.700 Mitglieder umfassende Kirchengemeinde St. Elisabeth aufgelöst und der Pfarrgemeinde Heilig Geist angeschlossen.

## Architektur und Ausstattung
Die in rund 69 Meter Höhe über dem Meeresspiegel gelegene Kirche wurde nach den Plänen des Architekten Johannes Reuter sen. aus Kassel erbaut, sie wird durch den kreuzbekrönten Eingangsturm betreten. Das von Wilhelm Polders aus Kevelaer geschaffene Kruzifix wurde zuvor beim Abschlussgottesdienst des 79. Deutschen Katholikentags im August 1962 im Hannoverschen Niedersachsenstadion verwendet und zur Kirchweihe vom Bischof der St.-Elisabeth-Kirche geschenkt. Die Orgel wurde 1966 von den Gebr. Krell aus Duderstadt erbaut.